# Piroksenoidi
Minerali iz grupe piroksenoida jesu inosilikati s općom formulom XSiO3. X predstavlja ione poput kalcija, natrija, mangana, željeza ili magnezija. Piroksenoidna struktura jednaka je onoj kod minerala iz grupe piroksena. No, lanci u piroksenoidnoj strukturi neurednije su posloženi. Tipična struktura kod piroksena sadrži lance [SiO3]-tetraedara, u kojima su tetraedri raspoređeni tako da jedan strši na lijevu, drugi na desnu stranu, treći opet na lijevu itd. Svaki tetraedar ima jedan svoj ravni rub u "bazi" strukture. To možemo predočiti tako da ih zamislimo kao kao niz lančano spojenih trostranih piramida poredanih u ravnoj pustinji (s tim da su piramide spojene preko jednog baznog vrha, i to tako da se, dakle, redaju jedna s lijeve, druga s desne strane, pa opet s lijeve... itd.). 
Kod piroksenoida, lanci su čudno raspoređeni, više uvrnuti, gotovo spiralni. Ponavljaju se u varijabilnom intervalu, koji ovisi o vrsti piroksenoida, ali on je uvijek duži od onog kod piroksena (gdje je interval ponavljanja svaka 3 tetraedra; lijevo-desno-lijevo). Upravo ta varijabilna priroda piroksenoidnih lanaca uzrok je vrlo niskom stupnju simetrije minerala ove grupe, najčešće su to triklinski kristali.

## Popis piroksenoida
Češći piroksenoidi u prirodi su:
- Bustamit (kalcijsko-manganski silikat)
- Parawollastonit (kalcijski silikat)
- Pektolit (natrijski-kalcijski silikatni hidroksid)
- Rodonit (mangansko-željezovito-magnezijsko-kalcijski silikat)
- Wollastonit (kalcijski silikat)